# Musculus pterygoideus medialis
Der Musculus pterygoideus medialis (lat. für „innerer Flügelmuskel“) ist einer der vier Kaumuskeln.

## Funktion
Zusammen mit dem Musculus masseter und dem Musculus temporalis übernimmt er den Kieferschluss. Insbesondere mit dem Musculus masseter bildet der Muskel eine funktionelle Einheit, die sogenannte Kaumuskelschlinge, die kraftvolles Zubeißen ermöglicht.

## Weitere Kaumuskeln
- Musculus pterygoideus lateralis
- Musculus masseter
- Musculus temporalis